# Nidema ottonis
Nidema ottonis är en orkidéart som först beskrevs av Heinrich Gustav Reichenbach, och fick sitt nu gällande namn av Nathaniel Lord Britton och Charles Frederick Millspaugh. Nidema ottonis ingår i släktet Nidema och familjen orkidéer. Inga underarter finns listade i Catalogue of Life.